# Дихтер, Вильгельм
Вильгельм Дихтер (пол. Wilhelm Dichter, р. 1935, Борислав, Польша) — американский писатель, эмигрировал из Польши в послевоенные годы. Карьеру писателя начал в 60 лет.

## Биография
Родился в 1935 году в Бориславе (Польша, ныне Украина). Во время Холокоста родители скрывали его в семье друзей, в шкафчике на чердаке. После смерти отца и окончания войны Дихтер переехал с матерью на юг Польши, и затем поселился в Варшаве. После получения докторской степени в Варшавском политехническом университете он тринадцать лет работал учёным, писал научно-популярные труды и радиоспектакли,
В связи с антисемитизмом покинул Польшу в 1968 году и переехал в США, проживает в Тьюксбери недалеко от Бостона.
Работал в США информатиком. В шестьдесят лет начал описывать свою жизнь.
В 1996 году в Кракове была опубликована его книга «Олух царя небесного» (пол. "Koń Pana Boga"), которая стала литературной сенсацией, и в 1997 году была номинирована на премию Нике — крупнейшую негосударственную литературную премию Польши.
Вторая книга, «Школа нечестивых» (пол. «Szkoła bezbożników») получила премию в 2000 году.